# Grayia tholloni
Espèce
Synonymes
- Grayia fasciata Boulenger, 1901

Grayia tholloni est une espèce de serpents de la famille des Colubridae.

## Répartition
Cette espèce se rencontre en Angola, en Éthiopie, en Gambie, au Kenya, au Nigeria, en Ouganda, en République centrafricaine, en République du Congo, en République démocratique du Congo, au Sénégal, au Soudan du Sud et en Tanzanie, dans le sud du Tchad et en Zambie. Sa présence est incertaine au Cameroun.

## Étymologie
Son nom d'espèce lui a été donné en l'honneur de François-Romain Thollon (1855−1896), sous-chef de l’école de botanique au Muséum d’histoire naturelle, qui rapportera deux spécimens dont l'un provenait de Brazzaville.

## Publications originales
- Mocquard, 1897 : Sur une collection de Reptiles recueillis par M. Haug, à Lambaréné, Bulletin de la Société philomathique de Paris, ser. 8, vol. 9, p. 5-20 (texte intégral).
- Boulenger, 1901 : Matériaux pour la faune du Congo batraciens et reptiles nouveaux. Annales du Musée royal du Congo belge, Tervuren, Belgique, vol. 2, p. 7-14.